# Max Mutzke
Maximilian Nepomuk Mutzke, beter bekend als Max (Krenkingen, 21 mei 1981) is een Duits pop- en funkzanger.
In 2004 won hij de talentenwedstrijd SSDSGPS (Stefan sucht den Super-Grand-Prix-Star). Een wedstrijd die georganiseerd werd door Stefan Raab, hij mocht een kandidaat leveren voor de Duitse voorronde van het Eurovisiesongfestival, Germany 12 Points. Er was wel één voorwaarde, het liedje van Max moest in de Duitse top 40 komen. Die test won Max met vlag en wimpel door op 1 binnen te komen. Hij was dus ook de grote favoriet voor de preselectie. Hierin moest hij het onder andere opnemen tegen bekende groepen als Scooter, Wonderwall en Sabrina Setlur. Na de eerste eliminatieronde bleven enkel Max en Scooter over. In de afsluitende televoting kreeg Max 92,05% van de stemmen, zodat hij naar het songfestival mocht waar hij een achtste plaats haalde.
Zijn broer Menzel Mutzke is een jazztrompettist.
1956: Freddy Quinn + Walter Andreas Schwarz · 
1957: Margot Hielscher · 
1958: Margot Hielscher · 
1959: Alice & Ellen Kessler · 
1960: Wyn Hoop · 
1961: Lale Andersen · 
1962: Conny Froboess · 
1963: Heidi Brühl · 
1964: Nora Nova · 
1965: Ulla Wiesner · 
1966: Margot Eskens · 
1967: Inge Brück · 
1968: Wenche Myhre · 
1969: Siw Malmkvist · 
1970: Katja Ebstein · 
1971: Katja Ebstein · 
1972: Mary Roos · 
1973: Gitte · 
1974: Cindy & Bert · 
1975: Joy Fleming · 
1976: Les Humphries Singers · 
1977: Silver Convention · 
1978: Ireen Sheer · 
1979: Dschinghis Khan · 
1980: Katja Ebstein · 
1981: Lena Valaitis · 
1982: Nicole · 
1983: Hoffmann & Hoffmann · 
1984: Mary Roos · 
1985: Wind · 
1986: Ingrid Peters · 
1987: Wind · 
1988: Maxi & Chris Garden · 
1989: Nino de Angelo · 
1990: Chris Kempers & Daniel Kovac · 
1991: Atlantis 2000 · 
1992: Wind · 
1993: Münchener Freiheit · 
1994: Mekado · 
1995: Stone & Stone · 
1997: Bianca Shomburg · 
1998: Guildo Horn & Die Orthopädischen Strümpfe · 
1999: Sürpriz · 
2000: Stefan Raab · 
2001: Michelle · 
2002: Corinna May · 
2003: Lou · 
2004: Max · 
2005: Gracia · 
2006: Texas Lightning · 
2007: Roger Cicero · 
2008: No Angels · 
2009: Alex Swings Oscar Sings · 
2010: Lena Meyer-Landrut · 
2011: Lena Meyer-Landrut · 
2012: Roman Lob · 
2013: Cascada · 
2014: Elaiza · 
2015: Ann Sophie · 
2016: Jamie-Lee Kriewitz · 
2017: Levina · 
2018: Michael Schulte · 
2019: S!sters · 
2021: Jendrik Sigwart · 
2022: Malik Harris · 
2023: Lord of the Lost · 
2024: Isaak · 
2025: Abor & Tynna
- Bibliothèque nationale de France: cb146449679 (data)
- Gemeinsame Normdatei: 135356792
- International Standard Name Identifier: 0000 0003 6736 5488
- MusicBrainz: 6f2bfbc7-187a-4b02-8fde-77635d95e099
- Système universitaire de documentation: 243938640
- Virtual International Authority File: 233266158
- WorldCat: E39PBJm9fTtdvTrb8TmyfCGmBP